# Скорая помощь (Сезон 10)
«Ско́рая по́мощь» (англ. «ER» от англ. Emergency Room — приёмное отделение) — американский телесериал, рассказывающий о жизни приёмного отделения больницы города Чикаго (штат Иллинойс), её сотрудников и пациентов. Сериал создан Майклом Крайтоном и был впервые показан на телеканале NBC (сентябрь 1994 года — апрель 2009 года). Включает в себя 15 сезонов и стал самой длинной медицинской драмой, показанной в прайм-тайм за всю историю американского телевидения.

## В ролях

### Основной состав
- Ноа Уайли — Доктор Джон Картер
- Лора Иннес — Доктор Керри Уивер
- Мекхи Файфер — Доктор Грег Пратт
- Алекс Кингстон — Доктор Элизабэт Кордей
- Горан Вишнич — Доктор Лука Ковач
- Мора Тирни — Эбби Локхарт
- Шерри Стрингфилд — Доктор Сьюзан Льюис
- Пол МакКрейн — Доктор Роберт Романо
- Мин-На — Доктор Джин-Мэй Чен
- Шариф Аткинс — Майкл Галант
- Парминдер Награ — Нила Расготра
- Скотт Граймз — Доктор Арчи Моррис
- Линда Карделлини — Медсестра Саманта Таггарт

### Второстепенные персонажи
Хали Адамс (медсестра)- Иветт Фриман

## Список эпизодов
10.1 (202) — Что дальше? (Now What?) Отделение получает известие о смерти Ковача. У Картера и Эбби разлад в отношениях. Картер едет за телом. В отделение приходит новая студентка- Нила Расготра. Галант и Пратт оказывают ей внимание, что вызвает раздражение Чен.
10.2 (203) — Потерянный (The Lost). Доктор Ковач был в плену у племени май-май и не был казнён только потому, что стал молиться и был принят за священника. Картер нашел Люку и отправил его домой с письмом для Эбби.
10.3 (204) — Дорогая Эбби (Dear Abby). Джон написал Эбби письмо, которым разорвал их отношения.
10.4 (205) — Трудная смена (Shifts Happen) У Кордей роман с новым хирургом. Эбби пытается взять заем.
10.5 (206) — Из Африки (Out of Africa). Появление медсестры Сэм Таггерт (Линда Карделлини) Первый рабочий день Ковача. Эбби продолжает учёбу на врача и проходит практику в хирургии. Любовник Кордей оказывается женатым. Романо доволен новым подходом Ковача к больным.
10.6 (207) — Высшее благо (The Greater Good) Сьюзан ухаживает за больным, приходя к нему домой. У Ковача прогрессирует африканский метод диагностики и лечения больных.
10.7 (208) — Смерть и налоги (Death and Taxes) Пациент-друг Сьюзан стреляет себе в голову и отказывается от реанимации.
10.8 (209) — Свободное падение (Freefall). Ковач дружит с сыном Сэм. Во двор отделения падает вертолет. Сьюзан понимает, как ей дорог Чак. Романо гибнет под вертолетом. У Картера в Конго роман.
10.9 (210) — Пропажи (Missing) Никто не пришел на панихиду к Романо, кроме Кордей. У Сэм проблемы с сыном. К Галанту приезжает сестра с рассеянным склерозом. Пратт флиртует с ней, не зная о её болезни.
10.10 (211) — Макемба (Makemba) Эпизод полностью посвящён жизни и любви Картера в Конго.
10.11 (212) — На волоске (Touch and Go) Пратт спит с сестрой Галанта. Картер возвращается из Конго и на работу. У Картера и Кэм будет мальчик. Пратт сворачивает шею пациенту.
10.12 (213) — Практика (NICU) Практика Эбби и Нилы в детской реанимации. Сэнди рожает мальчика Генри для себя и Керри.
10.13 (214) — Нужен Картер (Get Carter) На деньги, оставленные Романо больнице, открывают фонд помощи геям, лесбиянкам, бисексуалам и транссексуалам. Кэм проводит целый день в больнице. Сьюзан беременна от Чака.
10.14 (215) — Импульс (Impulse Control) Картер и Кэм проводят целый день вместе, а вечером она улетает в Кисангани. Сэм приходит на ночь любви к Ковачу.
10.15 (216) — Узы крови (Blood Relations) Сьюзан представляет Чака отцу. Сэм решает сделать перерыв в отношениях с Ковачем. Картер скучает по Кэм.
10.16 (217) — Простить и забыть (Forgive and Forget) К Ковачу приезжает Джиллиан. У Фрэнка обширный инфаркт. Пациент Морриса решает мстить, угнав танк. Отношения Сэм и Ковача возобновляются.
10.17 (218) — Студентка (The Student) Нила убивает пациента. Галант берет всю вину на себя. Картер едет к Кэм.
10.18 (219) — Нет дыма без огня (Where There’s Smoke)Разбирательство о смерти пациента. Галанта вызывают на службу в Ирак. Сэнди умирает на операционном столе, пострадав при пожаре. К Сэм прибывает отец её сына.
10.19 (220) — Лёгким прикосновением (Just a Touch) Эбби проходит практику в психиатрии. Картер полностью оплачивает обучение Эбби на медицинском. Керри борется за опеку над Генри.
10.20 (221) — Эбби-терапия (Abby Normal) Эбби самостоятельно проводит успешную диагностику пациентки и идет сдавать ранее проваленный экзамен на получение медицинской лицензии. Кэм возвращается из Конго и Картер знакомит её с отцом.
10.21 (222) — Полночь (Midnight) У Кэм и Картера рождается мертвый ребёнок. У Эбби и Нилы выпускной.
10.22 (223) — Гонка (Drive) Эбби узнает положительные результаты экзамена. Нила решает прекратить врачебную практику. Сэм забирает Алекса, собирает вещи и уезжает. Пратт покупает новую машину и по дороге домой устраивает гонку. Водитель другой машины начинает обстреливать машину Пратта.